# ديلتشيفو

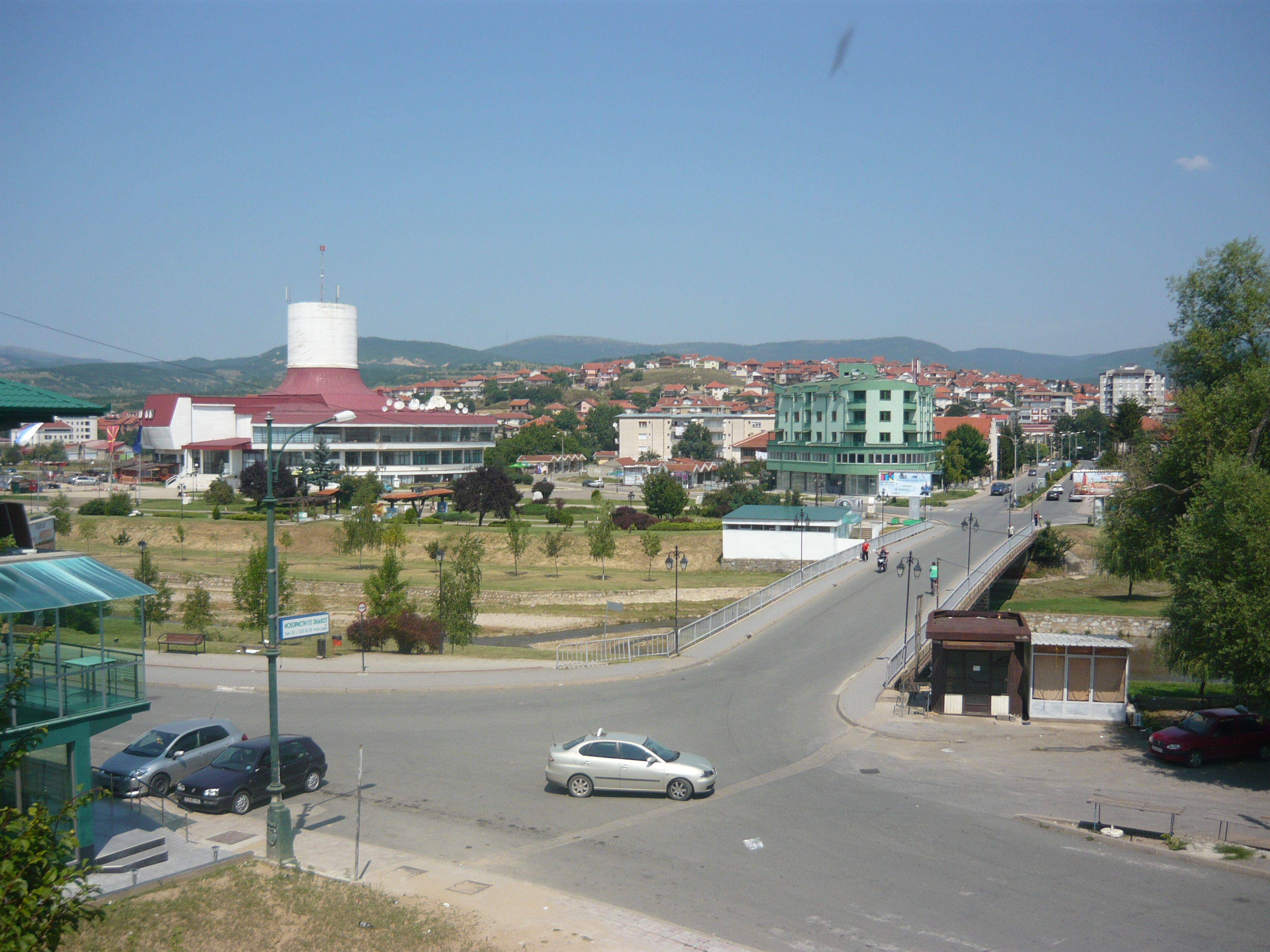
مركز المدينة

ديلسيفو (Делчево) هي مدينة في مقاطعة ديلسيفو في جمهورية مقدونيا.
يبلغ عدد سكانها حوالي 17167 نسمة.